# Presa Koyna
El aliviadero de la presa está situado en el centro. Tiene 6 compuertas radiales. La presa desempeña un papel vital en el control de las inundaciones en la época de los monzones. La cuenca embalsa el río Koyna y forma el lago Shivasagar, de unos 50 km de longitud. Es uno de los mayores proyectos de ingeniería civil encargados tras la independencia de la India. El proyecto hidroeléctrico de Koya está gestionado por la Junta de Electricidad del Estado de Maharashtra.[cita requerida]
La presa ha soportado muchos terremotos en el pasado reciente, incluido el devastador terremoto de Koynanagar de 1967, lo que hizo que la presa se agrietara. Después de la catástrofe, se inyectó lechada en las grietas. También se perforaron agujeros internos para aliviar las presiones hidrostáticas en el cuerpo de la presa. La clase científica india ha formulado un ambicioso proyecto para perforar un pozo profundo en la región y estudiar intensamente la actividad sísmica. Esto ayudaría a una mejor comprensión y posible previsión de los terremotos. La propuesta consiste en perforar hasta 7 km y estudiar en tiempo real los procesos y propiedades físicas, geológicas y químicas de la zona sísmica provocada por la presa. Será un proyecto internacional dirigido por científicos indios.
En 1973 se reforzó la parte no desbordante de la presa, y en 2006 se reforzó la sección del aliviadero. Ahora se espera que la presa sea segura contra cualquier terremoto futuro, incluidos los de mayor intensidad que el de 1967.
|  |  |